# Chronologie de la Norvège
Pour un article plus général, voir Histoire de la Norvège.
Cette chronologie de l'Histoire de la Norvège nous donne les clés pour mieux comprendre l'histoire de la Norvège, l'histoire des peuples qui ont vécu ou vivent dans l'actuelle Norvège.

## Préhistoire
- Vers 10 500 av. J.-C. : première colonie en Norvège[1].
- vers 9000 av. J.-C. : premières peintures rupestres

## Antiquité
- Vers 150 : première cartographie de la Scandinavie

## Moyen Âge (Ve-XVesiècles)
- 793 : Raid sur le monastère de Lindisfarne par des vikings originaires d'actuelle Norvège.

- Vers 995 : Olav Tryggvason introduit le christianisme en Norvège, mais avec une résistance importante des élites païennes[2].
- 1015-1028 : Règne d'Olav II Haraldsson (Saint Olav), qui impose définitivement le christianisme. Il meurt à la bataille de Stiklestad (1030), mais devient un symbole de l’unité norvégienne.
- 1046-1066 : Règne d'Harald Hardråde (vers 1015 ou 1016 – 25 septembre 1066)
- Années 1070 : Premiers diocèses.
- 1130-1240 : Guerre civile norvégienne entre divers prétendants au trône.
- 1261-1265 : Le Groenland et l’Islande passent sous le contrôle du royaume de Norvège.
- 1163-64 : Magnus V Erlingson (1156-1184), premier roi couronné et oint de Scandinavie, et ce à Bergen par l'archevêque norvégien. L'Église impose alors un ordre de succession dans la monarchie et une unité royale.
- 1294 : comptoir hanséate à Bergen.
- 1319 : Union personnelle avec la Suède sous le roi Magnus Eriksson.
- 1349-1350 : La Peste noire tue environ la moitié de la population norvégienne, affaiblissant durablement le royaume.
- 1397 : La Norvège entre dans l’Union de Kalmar (1397-1523) sous Marguerite Ire, dominée par le Danemark.

## Époque moderne (XVIesiècle-1800)

### XVIesiècle
- 1523 : Début de l'union avec le Danemark
- Vers 1536 : La Réforme luthérienne atteint la Norvège.

- 1537 : La Norvège devient une province danoise sous Christian III ; la Réforme protestante est imposée, et le catholicisme est interdit.

## Époque contemporaine

### XIXesiècle
- 1814 : Après les guerres napoléoniennes, le traité de Kiel cède la Norvège à la Suède. Mais les Norvégiens rédigent leur propre constitution et déclarent leur indépendance (17 mai 1814), avant d’être contraints d’accepter une union avec la Suède.
- 1893 : mise en place de la Hurtigruten.

### XXesiècle
- 7 juin 1905 : La Norvège proclame son indépendance.
- 1905 : Dissolution pacifique de l’union avec la Suède. La Norvège devient pleinement indépendante et choisit Haakon VII comme roi.

- 1925 : mort du peintre Christian Krohg à Oslo.
- 1940-1945 : Occupation allemande pendant la Seconde Guerre mondiale ; le gouvernement en exil s’établit à Londres sous le roi Haakon VII.
- 1944 : mort du peintre Edvard Munch à Oslo.
- 23 oct. 1944-26 avr. 1945 : libération du Finnmark.
- 1949 : La Norvège rejoint l’OTAN.
- 1969 : Découverte de pétrole en mer du Nord, ce qui transforme l’économie norvégienne.
- 1991 : Harald V devient roi de Norvège.
- 1994 : Référendum sur l’adhésion à l’UE : le non l’emporte à 52,2 %.

### XXIesiècle
- 2011 : Attentats d’Oslo et d’Utøya commis par Anders Behring Breivik.